# جزيرة سارونده
جزيرة سارونده وهي جزيرة من جزر إندونيسيا، وتقع في بحر سيليبس في إقليم غورونتالو.